# Похьёла (район Турку)
По́хьёла (фин. Pohjola, швед. Norrstan) — один из районов города Турку, входящий в округ Лянсикескус.
На территории района расположен центральный железнодорожный вокзал, а значительная часть объектов собственности принадлежит компании VR Group.

## Географическое положение
Район расположен к северу от центральной части Турку.

## Население
В 2004 году численность население района составляла 1569 человек, из которых дети моложе 15 лет — 12,62 %, а старше 65 лет — 13,77 %. Финским языком в качестве родного владели 94,26 %, шведским — 3,76 %, а другими языками — 1,98 % населения района.